# Schwerpunkt
De term schwerpunkt is door Carl von Clausewitz als begrip neergezet in de militaire strategie.
Volgens Clausewitz is het schwerpunkt van de vijand datgene waarvan het verlies ertoe zal leiden dat hij de oorlog wil beëindigen.
Het schwerpunkt wordt vaak opgevat als de krijgsmacht van de tegenstander; maar het kan ook betrekking hebben op de politiek leider, de economie, de bevolking of een belangrijke stad.
Nederlanders neigen ertoe om schwerpunkt te vertalen als "zwaartepunt", maar brandpunt of focus komt dichter bij de eigenlijke betekenis.